# Томаш Петрик
Томаш Петрик (словац. Tomáš Petrík; нар. 31 жовтня 1980, Модра) – словацький шахіст, гросмейстер від 2008 року.

## Шахова кар'єра
У 1992-2000 роках неодноразово представляв свою країну на чемпіонатах світу та Європи серед юніорів у різних вікових категоріях, багаторазовий призер чемпіонату Словаччини серед юніорів (зокрема, поділив 2-3-тє місце у 1993 році в групі до 14 років та 1-ше місце у 2000 році – до 20 років). У 2006 і 2008 роках у складі національної збірної взяв участь у шахових олімпіадах.
Двічі вигравав чемпіонат Словаччини (у 2005 і 2006 роках). Крім того, поділив 3-тє місце (позаду В'ячеслава Дидишка і Андрія Ковальова) в Чартаку (2003), посів 3-тє місце в Брно (2005, позаду Віктора Лазнічки і Роберта Цвека) і двічі поділив 2-ге місце в Пулі (2006, позаду Душко Павасовича, разом із, зокрема, Їржі Шточеком, Душаном Поповичем і Огнєном Цвітаном, а також 2007, позаду Роберта Зелчича, разом із, зокрема, Гавейном Джонсом, Ібро Шаричем і Х'єтілем Лі).
Найвищий рейтинг Ело в кар'єрі мав станом на 1 жовтня 2006 року, досягнувши 2544 очок займав тоді 4-те місце (позаду Сергія Мовсесяна, Любомира Фтачника та Ігоря Штоля) серед словацьких шахістів.

## Зміни рейтингу
| На цьому місці має відображатися графік чи діаграма, однак з технічних причин його відображення наразі вимкнено. Будь ласка, не видаляйте код, який викликає це повідомлення. Розробники вже працюють для того, щоби відновити штатне функціонування цього графіка або діаграми. | |
| | На цьому місці має відображатися графік чи діаграма, однак з технічних причин його відображення наразі вимкнено. Будь ласка, не видаляйте код, який викликає це повідомлення. Розробники вже працюють для того, щоби відновити штатне функціонування цього графіка або діаграми. |